# Hardyscheibe

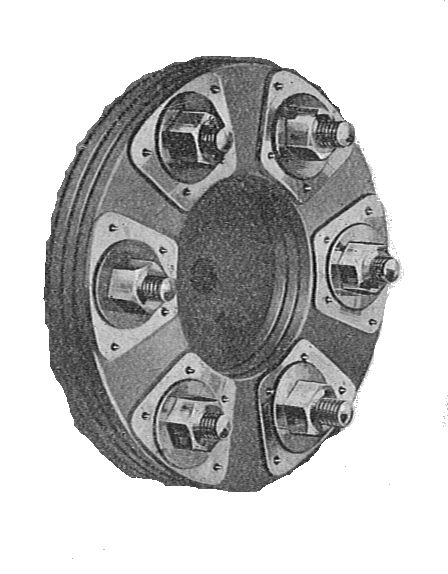
Hardyscheibe, etwa 1920

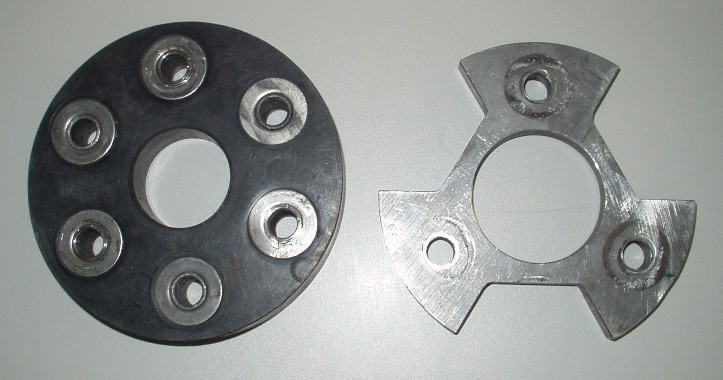
Hardyscheibe mit Flansch

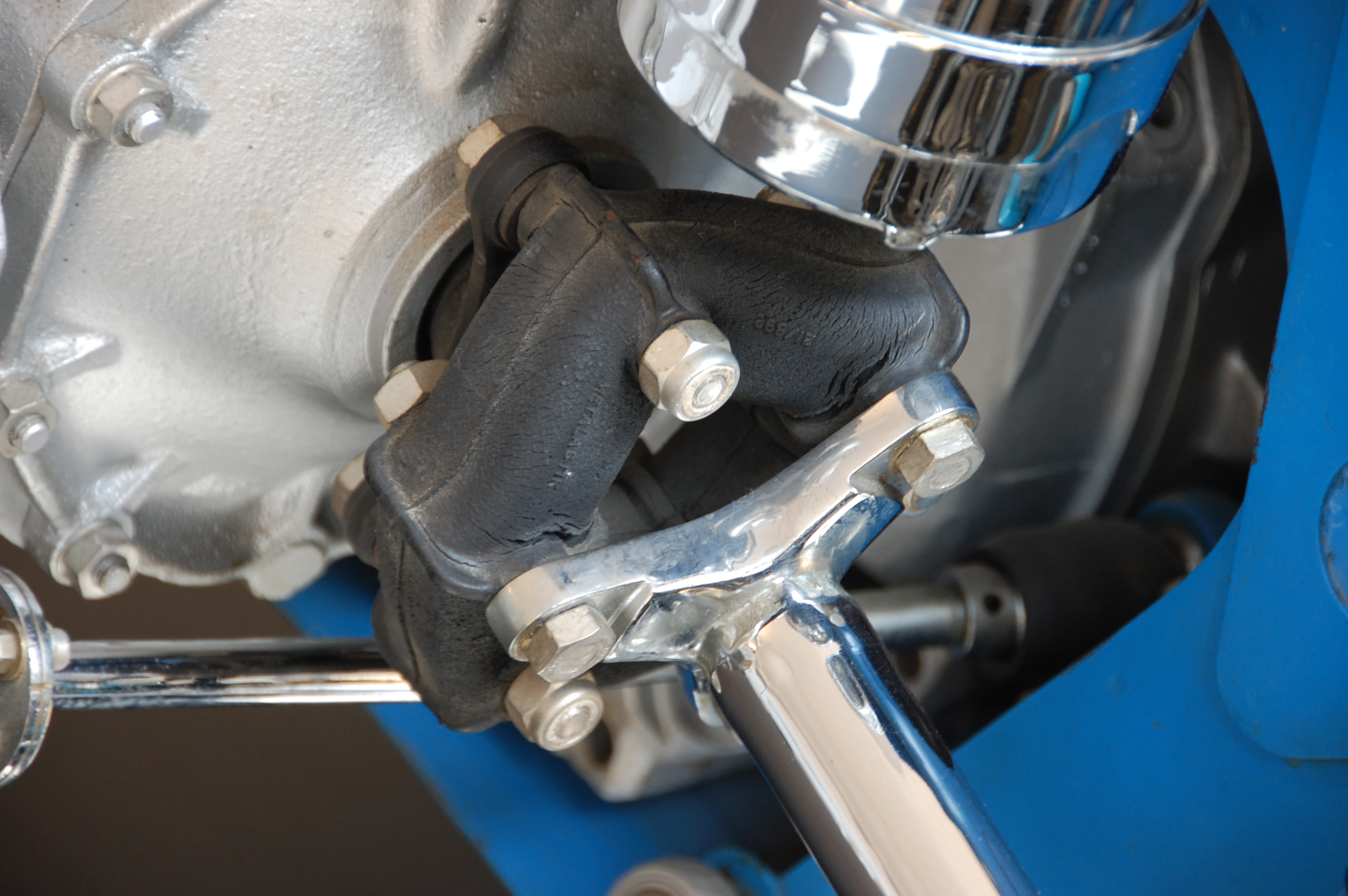
Eine Giubo-Kupplung im rechten Antriebsstrang eines Matra MS7 Formel 2 Rennwagens im Matra Museum in Romorantin-Lanthenay, Frankreich. Aufgrund des Alters hat das Gummi Risse entwickelt.

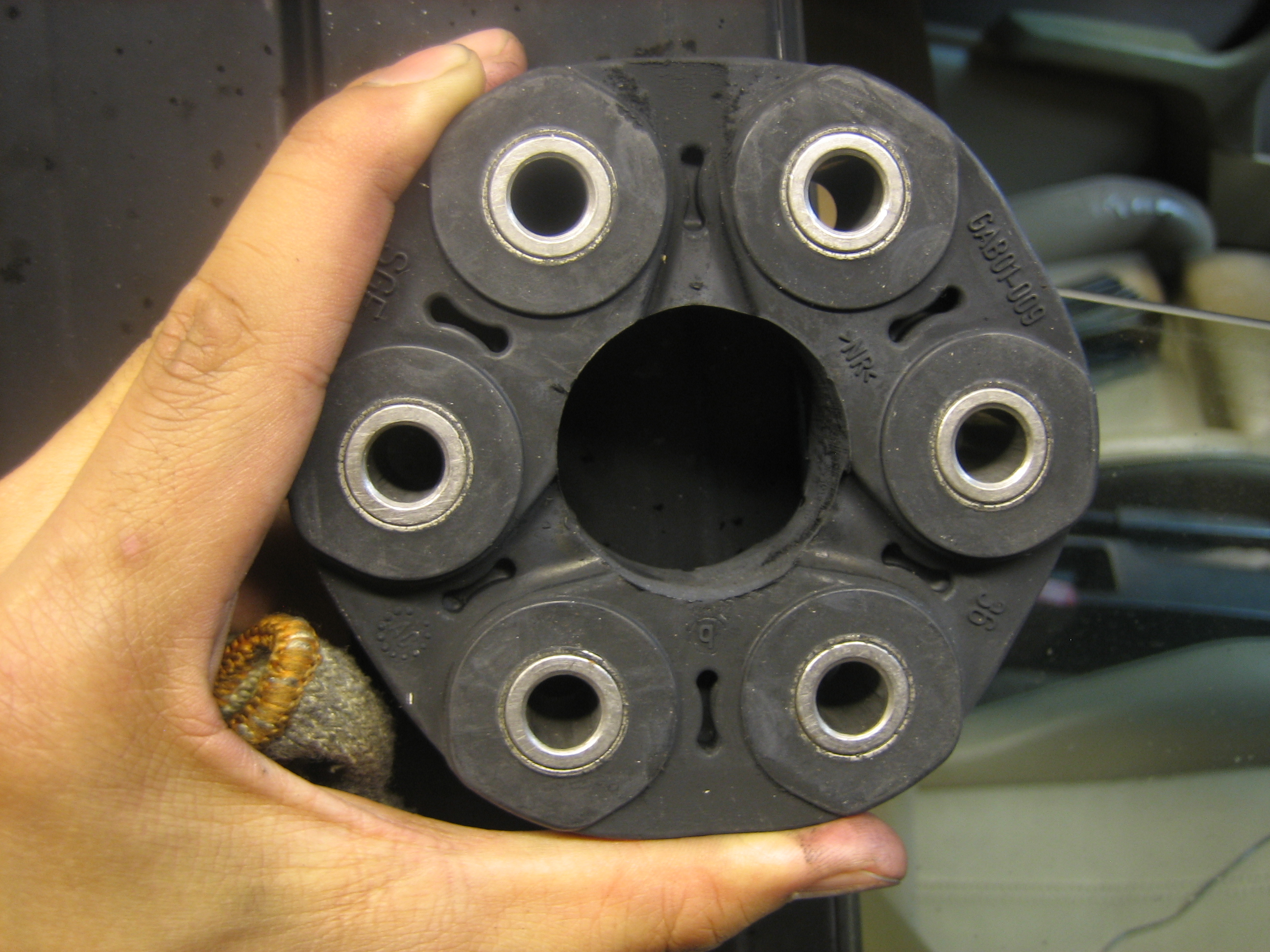
Eine Giubo-Kupplung

Die Hardyscheibe (Gelenkscheibe), auch Giubo-Kupplung bzw. Giubo-Kopplung, ist eine meist aus Gummi oder einem anderen elastischen Material gefertigte Scheibe mit meist einvulkanisierten Buchsen aus Metall, die bei Kardanwellen (Gelenkwellen) dafür sorgt, dass leichter Winkelversatz der beiden Achsen und sogar minimale Fluchtfehler ausgeglichen und gleichzeitig Drehmoment-Stöße gedämpft werden, die bei Änderung der Drehzahl oder dem Anlauf der Welle entstehen.

## Einsatzbeschränkungen
Im Gegensatz zum funktional ähnlichen Kardangelenk sind Hardyscheiben nur einsetzbar, wenn kaum Winkelversatz und Fluchtfehler auszugleichen sind; ansonsten würde sich die Hardyscheibe nämlich umlaufend stark verwinden und in kürzester Zeit durch innere Wärme aus der Walkarbeit zerstört. Zulässig ist ein Winkelversatz von
- bis zu 3 Grad bei Hardyscheiben mit Gewebeeinlage
- noch weniger bei Hardyscheiben aus reinem Gummi, weil das Drehmoment nur über das Elastomer übertragen wird.

## Namensherkunft
Der vornehmlich im deutschen Sprachgebrauch übliche Name Hardyscheibe geht auf den Engländer John Leslie Hardy zurück, der durch seine Firma Hardy Spicer & CO Ltd. die Konstruktion 1938 als Erfinder beim königlichen Patentamt in Großbritannien unter der Nummer GB497903 eintragen ließ. Im Englischen wird die Scheibe meistens nur als „flexible joint disc“, „flex disc“ oder „rag joint“ bezeichnet.
Die Bezeichnung Giubo ist etymologisch ein Zusammenziehen des italienischen Wortes giunto ('Gelenk', 'Verbindung' oder 'Kopplung') und des Nachnamens des Ingenieurs, der sie erfunden und patentiert hat, Antonio Boschi. Später gründete er GIUBO SpA zur Herstellung flexibler Gelenkscheiben.

## Anwendungsbereiche
Klassisch werden Hardyscheiben in der Antriebstechnik von Automobilen eingesetzt; ihre typische Anwendung ist am Getriebeausgang von Fahrzeugen mit Hinterradantrieb, z. B. bei BMW und Mercedes-Benz.
In der Industrie und in der Landwirtschaft werden Hardyscheiben bei allen drehenden Wellen angewendet. Diese werden so von Vibrationen abgekoppelt und von harten Schlägen verschont, weshalb Anbauteile geringer dimensioniert werden können. Beispiele dafür sind Mähdrescher, Traktoren, Gabelstapler und Schwingungsdämpfer im Antriebsstrang von Motorenprüfständen.
Auch Schiffsantriebe lassen sich mit Hardyscheiben ausrüsten, die dann korrekt als Laschengelenkscheiben bezeichnet werden.
Eine weitere Anwendung der Hardyscheibe findet man bei der Lenkung zwischen Lenkrad und Lenkgetriebe.

## Montage
Montiert wird die Hardyscheibe durch abwechselndes Verschrauben der Buchsen mit der Antriebs- und der Abtriebswelle. So wird gewährleistet, dass die Kräfte durch die elastische Scheibe gehen.

## Sonderformen
Es gibt auch Hardyscheiben ohne einvulkanisierte Buchsen. Sie werden nicht verschraubt, sondern nur zwischen Zapfenscheiben aufgesteckt. Wegen der Fliehkraft ist in den meisten Fällen ein Metallring außen über das Gummielement (Hardyscheibe) geschoben. Der Kardanantrieb am Getriebeausgang von BMW-Motorrädern der 1950er und 1960er Jahre ist dafür ein Beispiel: BMW R 25/3, BMW R 26, BMW R 27. Stand 2008 war das Irbiter Motorradwerk der einzige Hersteller, der noch Hardyscheiben in seiner Modellpalette einsetzte.